# Lycée Jeanne-d’Arc (Clermont-Ferrand)
Das Lycée Jeanne-d’Arc ist eine französische öffentliche Sekundarschule. Es befindet sich in Clermont-Ferrand im Puy-de-Dôme.
Im Jahr 2017 begrüßte es mehr als 1400 Studenten. Das Lycée Jeanne-d’Arc bietet drei Abiturklassen an, S, ES und L.

## Geschichte
Das Gymnasium wurde von 1894 bis 1899 erbaut. Es ist das Werk von Jean Teillard, Architekt der Stadt Clermont-Ferrand, und erhielt, wie mehrere andere französische Gymnasien, den Namen der französischen Nationalheldin Jeanne d’Arc (1412–1431). Es war ursprünglich ein Gymnasium für Mädchen. Es gilt als eines der schönsten Beispiele des Schulbaus in der Dritten Republik.
Für ein Schuljahr, zwischen 1945 und 1946, hatte das Gymnasium Jeanne d’Arc eine Außenstelle in Vichy – wo es damals kein Gymnasium für Mädchen gab – im Gebäude der Restaurierung neben dem Parc des Sources, bevor das Hôtel des Célestins im Oktober 1946 in das Lycée des Célestins mit dem Status einer staatlichen Oberschule umgewandelt wurde.
Das gesamte Lycée Jeanne-d’Arc wurde 2001 unter Denkmalschutz gestellt.

## Ausbildung
Die Schule bietet unterschiedliche Sprachoptionen an, darunter:
- eine internationale Sektion
- eine euro-englische Sektion
- ein deutscher Euro-Abschnitt
- ein spanischer Euro-Abschnitt
- ein AbiBac-Abschnitt
- ein Bachibac-Abschnitt

Die Schüler haben die Wahl zwischen folgenden Sprachen: Englisch, Deutsch, Spanisch, Italienisch, Russisch und Chinesisch.

## Beschreibung
Die Schulgebäude sind U-förmig um einen Innenhof angelegt. Sie wurden aus ästhetischen Gründen mit damals modernen Materialien in verschiedenen Formen und Farben gebaut. Vor dem Hof überblickt der Eingangsportikus die Gartenterrassen.
Der Innenraum umfasst insbesondere eine Ehrentreppe, eine Kapelle, eine Vorhalle und eine Bibliothek.

## Bekannte Schüler und Lehrer
- Laure Adler (1950–)[3]
- Ingrid Astier (1976–)
- Anne-Marie Escoffier (1942–)[4]
- Germaine Tillion (1907–2008)[5]
- Félix Bouvet (1991–)[6]